# 김현아 (정치인)
김현아(金炫我, 1969년 8월 29일~)는 대한민국의 정치인으로, 제20대 국회 국회의원이다. 건설산업연구원 연구위원, 국민경제자문회의 자문위원을 지냈다.

## 정치 활동

### 자유한국당과의 갈등
박근혜-최순실 게이트 이후 자유한국당을 떠나 바른정당에 합류하려고 했지만 동료 의원과 보좌진의 만류로 포기하였다. 바른정당 측은 자유한국당에 김현아 의원의 출당을 요구했다. 자유한국당은 김 의원을 해당행위자로 규정하고 탈당을 요구했으나, 탈당 즉시 의원직을 잃는 김 의원이 응하지 않자 당원권 정지 3년의 중징계를 내렸다. 그리고 김 의원이 무한도전에 출연하자 방송금지 가처분 신청을 냈다. 무한도전 쪽은 ‘국민의원’ 특집에 5개 원내정당에서 국회의원을 1명씩 섭외했는데, 자유한국당은 해당행위로 당원권이 정지된 김현아 의원(비례)을 당 대표로 섭외한 것이 부적절하다는 입장이다. 당시 자유한국당 원내대표였던 정우택 의원은 "김현아 의원은 지금 자유한국당으로서 계륵 같은 존재다. 우리 당적만 갖고 있지 우리 당과 활동을 같이 하고 있지 않다"고 비난하였다. 그리고 김현아 의원은 자유한국당이 자신이 속해 있던 국토교통위원회에서 보건복지위원회로 상임위원회를 강제로 조정하려 한다고 불만을 토로했다.
이후 대여투쟁 강화를 명분으로 당원권 정지는 1년만에 해제되었다. 김성태 원내대표는 2일 국회에서 기자들과 만나 "당 지도부는 김현아 의원에 대한 당원권 정지 3년의 징계를 해제하고자 한다"고 밝혔다. 김 원내대표는 김현아 의원에 대한 징계 해제 이유에 대해 "한국당이 제1야당이자 사회개혁 중심 정당으로서 지난 아픔을 모두 해소하고 당내 민주주의를 고려하기로 했다"고 설명했다. 이어 "문재인 정권의 독단과 전횡에 맞서 당의 모든 인재가 총가동 돼 (소속 의원들의) 전문성을 살려 대여투쟁을 강화하자는 취지"라고 덧붙였다.

### 부동산 정책
"현 정부가 주택시장 안정을 추구하고자 하는지 근본적인 회의감마저 든다. 한마디로 부동산 정책을 펴는 것이 아니라 '부동산 정치'를 하고 있다."며 문재인 정부의 부동산 정책을 비판했다. 왜 부동산 정치라고 하냐는 기자의 질문에는 "현재 강남 재건축이 오르는 요인은 복합적이다. 단기간 해소하기 어려운 구조를 띠고 있다. 그걸 무시한 채 투기세력 근절이라는 단순논리로만 접근하고 있으니 이건 경제적 접근이 아니라 정치적 목적이라고 해석할 수밖에 없는 거다"라고 답하였다. 그러면서 김현미 국토교통부 장관의 사과를 요구하였다.
김 의원은 "현 정부의 주력 사업 중 하나가 도시재생 프로젝트이다. 거기에 집중하라. 그래서 강남 아닌 곳도 멋지게 만들어 또 다른 명품 주거단지를 만들면 강남 수요를 분산시킬 수 있지 않을까"라며 대안을 제시했고, "지금처럼 거래·공급·수요를 몽땅 틀어막으면 시장은 왜곡될 수밖에 없다. 정상적으로 재건축할 수 있게 하고, 법대로 초과이익을 거두면 되지 않나"라고 조언하였다.
문재인 정부의 토지공개념 개헌안에 대해서도 비판했다. "부동산 가격 상승, 자산의 양극화를 이유로 문재인 정부는 또다시 토지공개념의 도입을 이야기하고 있지만, 1989년 도입됐던 토지공개념 논의에 비해 실체와 목적이 불분명하고 진전된 것도 전혀 없다."고 발언하였다.
9.13 부동산 대책 발표 이후에는 "두 가지 프레임에 갇힌 것이 문제다. 하나는 전체 경제상황을 보지 않고 부동산시장에 매몰돼 정책을 펼친다는 것이고, 또 하나는 서울 강남권의 고가주택 소유자, 다주택자 등을 잡겠다는 의지로 정책을 펼친다는 것이다"라며 정부의 부동산 정책이 근본적으로 잘못되었음을 지적하였다.
김 의원은 자신의 상임위인 국토교통위원회 활동에 대해 국회 출입기자들로부터 좋은 평가를 받았다. 머니투데이 'the300' 기자들이 제작한 <국감 스코어보드>에서 김현아 의원은 여러 차례 꾸준히 상위권을 기록했으며, '전문가인데 성실성까지 장착...충실국감 2년 연속 모범생'이라는 평을 얻기도 하였다.

## 논란

### 문재인한센병비유
2019년 5월 16일 YTN ‘노종면의 더뉴스’에 출연해 인터뷰에서 전날 이정미 정의당 대표가 황교안 한국당 대표를 향해 "거의 사이코패스 수준으로 본다."는 발언을 반박해 "한센병은 상처가 났는데 그 고통을 느끼지 못해 방치해 그것(상처)이 더 커지는 것"이라며 "만약 대통령께서 본인과 생각이 다른 국민의 고통을 못 느낀다고 하면 저는 그러한 의학적 용어(한센병)들을 쓸 수 있다고 생각된다."고 말했다.
하지만, 한센인들을 비하한다는 여론이 높아지자 다음 날인 5월 17일 국회 기자회견에서 문재인 대통령을 한센병 환자에 빗댄 것에 대해 “부적절한 비유로 고통 받고 계신 한센병 환우들과 가족분들께 심려를 끼쳐드린 점 진심으로 사과드린다.”라고 사과하며 “전적으로 역사뿐 아니라 현실 속에도 존재하는 여러분의 고통을 제대로 헤아리지 못한 저의 잘못과 미숙함의 결과임을 인정한다.”고 말했다.

## 학력
- 정신여자고등학교
- 경원대학교 도시계획학 학사
- 경원대학교 대학원 도시계획학 석사
- 경원대학교 대학원 도시계획학 박사

## 경력
- 1993년 2월~1995년 2월: 서울시정개발연구원 도시경영연구부 위촉연구원
- 1995년 3월~2016년 5월: 한국건설산업연구원 연구위원
- 기획재정부 세제발전심의위원회 위원
- 2013년 5월~2016년 5월: 서울특별시 주거환경개선 정책자문위원
- 2013년 5월~2016년 5월: 국민경제자문회의 민생경제분과 위원
- 2016년 5월~2017년 2월: 제20대 새누리당 국회의원(비례대표)
- 2016년 6월~2016년 10월: 새누리당 대변인
- 2016년 6월~2018년 5월: 제20대 국회 전반기 국토교통위원회 위원
- 2017년 2월~2020년 2월: 제20대 자유한국당 국회의원(비례대표)
- 2017년 12월~2018년 5월: 제20대 국회 미세먼지 대책 특별위원회 위원
- 2018년 7월~2020년 5월: 제20대 국회 후반기 여성가족위원회 위원
- 2018년 7월~2020년 5월: 제20대 국회 후반기 교육위원회 위원
- 2018년 10월~2019년 6월: 제20대 국회 후반기 남북경제협력특별위원회 위원
- 2018년 12월~2020년 2월: 자유한국당 원내부대표
- 2019년 3월: 자유한국당 미세먼지특별위원회 위원
- 2019년 6월~2019년 9월: 자유한국당 2020 경제대전환 위원회 활기찬 분과위원
- 2019년 7월: 자유한국당 생명안전뉴딜특별위원회 간사
- 2019년 8월: 제20대 국회 정치개혁 특별위원회 위원
- 2019년 9월~2020년 2월: 자유한국당 저스티스 리그 이사회 간사
- 2019년 10월: 자유한국당 국가정상화특별위원회 위원
- 2020년 2월~2020년 5월: 제20대 미래통합당 국회의원 (비례대표)
- 2020년 2월~2020년 5월: 미래통합당 원내부대표
- 2020년 5월~2020년 9월: 미래통합당 비상대책위원회 위원
- 2020년 6월: 미래통합당 경기도당 고양시(정) 당협위원장
- 2020년 9월~2021년 7월: 국민의힘 경기도당 고양시(정) 당협위원장
- 2020년 9월~2021년 6월: 국민의힘 비상대책위원회 위원
- 2021년 2월~2021년 7월: 국민의힘 비전전략실 위원
- 2021년 3월~2021년 4월: 국민의힘 4.7 재보궐선거 중앙선거대책위원회 공동부위원장
- 민족화해협력범국민협의회 정책위원장
- 여의도연구원 경제정책센터장
- 도시재생전략포럼 공동대표
- 다시작도시연구소 소장
- 서울주택도시공사 사장 후보자[20]
- 2021년 12월~2022년 1월: 국민의힘 살리는 선거대책위원회 직능총괄본부 건설기술지원단 단장
- 2021년 12월~2022년 3월: 국민의힘 경기도 살리는 선거대책위원회 선거대책위원장단 공동선거대책위원장
- 2022년 1월~2022년 3월: 국민의힘 제20대 대통령 선거 선거대책본부 직능본부 건설기술지원단장
- 가천대학교 사회정책대학원 부동산정책전공 초빙교수

## 역대 선거 결과
|  | 33.50% |

|  | 44.87% |

## 같이 보기
- 대한민국 제20대 국회의원 선거 새누리당 후보 목록#비례대표